# Miguel Gutiérrez (peruwiański piłkarz)
Miguel Angel Gutiérrez la Rosa (ur. 19 listopada 1956) – peruwiański piłkarz grający na pozycji obrońcy.

## Kariera klubowa
W swojej karierze piłkarskiej Gutiérrez był zawodnikiem zespołu Club Sporting Cristal.

## Kariera reprezentacyjna
W reprezentacji Peru Gutiérrez zadebiutował 12 listopada 1980 roku w zremisowanym 1:1 towarzyskim spotkaniu z Urugwajem. W 1982 roku został powołany przez selekcjonera Tima do kadry na Mistrzostwa Świata w Hiszpanii. Tam był rezerwowym i nie rozegrał żadnego spotkania. Od 1980 do 1982 roku rozegrał w kadrze narodowej 6 spotkań.